# EveryTime I Cry
EveryTime I Cry is een nummer van de Amerikaanse zangeres Ava Max uit 2021.
"EveryTime I Cry" gaat over jezelf groot houden tijdens moeilijke situaties. "Na elke worsteling die je doormaakt, word je een beetje sterker", zei Max zelf over het nummer. "En elke traan die je vergoot is niet verspild, maar wordt je rivier van hoop". Het nummer flopte in Amerika, maar werd in een paar Europese landen wel een bescheiden (radio)hit. In de Nederlandse Top 40 bereikte het nummer de 22e positie.

## Hitnoteringen

### Nederlandse Top 40
| Hitnotering: 26-06-2021 t/m 02-10-2021 | Hitnotering: 26-06-2021 t/m 02-10-2021 | Hitnotering: 26-06-2021 t/m 02-10-2021 | Hitnotering: 26-06-2021 t/m 02-10-2021 | Hitnotering: 26-06-2021 t/m 02-10-2021 | Hitnotering: 26-06-2021 t/m 02-10-2021 | Hitnotering: 26-06-2021 t/m 02-10-2021 | Hitnotering: 26-06-2021 t/m 02-10-2021 | Hitnotering: 26-06-2021 t/m 02-10-2021 | Hitnotering: 26-06-2021 t/m 02-10-2021 | Hitnotering: 26-06-2021 t/m 02-10-2021 | Hitnotering: 26-06-2021 t/m 02-10-2021 | Hitnotering: 26-06-2021 t/m 02-10-2021 | Hitnotering: 26-06-2021 t/m 02-10-2021 | Hitnotering: 26-06-2021 t/m 02-10-2021 | Hitnotering: 26-06-2021 t/m 02-10-2021 | Hitnotering: 26-06-2021 t/m 02-10-2021 |
| Week:                                  | 1                                      | 2                                      | 3                                      | 4                                      | 5                                      | 6                                      | 7                                      | 8                                      | 9                                      | 10                                     | 11                                     | 12                                     | 13                                     | 14                                     | 15                                     |                                        |
| -------------------------------------- | -------------------------------------- | -------------------------------------- | -------------------------------------- | -------------------------------------- | -------------------------------------- | -------------------------------------- | -------------------------------------- | -------------------------------------- | -------------------------------------- | -------------------------------------- | -------------------------------------- | -------------------------------------- | -------------------------------------- | -------------------------------------- | -------------------------------------- | -------------------------------------- |
| Positie:                               | 39                                     | 37                                     | 35                                     | 33                                     | 31                                     | 31                                     | 26                                     | 22                                     | 22                                     | 25                                     | 33                                     | 33                                     | 34                                     | 35                                     | 37                                     | uit                                    |

### NederlandseSingle Top 100
| Hitnotering: 10-07-2021 t/m 04-09-2021 | Hitnotering: 10-07-2021 t/m 04-09-2021 | Hitnotering: 10-07-2021 t/m 04-09-2021 | Hitnotering: 10-07-2021 t/m 04-09-2021 | Hitnotering: 10-07-2021 t/m 04-09-2021 | Hitnotering: 10-07-2021 t/m 04-09-2021 | Hitnotering: 10-07-2021 t/m 04-09-2021 | Hitnotering: 10-07-2021 t/m 04-09-2021 | Hitnotering: 10-07-2021 t/m 04-09-2021 | Hitnotering: 10-07-2021 t/m 04-09-2021 | Hitnotering: 10-07-2021 t/m 04-09-2021 |
| Week:                                  | 1                                      | 2                                      | 3                                      | 4                                      | 5                                      | 6                                      | 7                                      | 8                                      | 9                                      |                                        |
| -------------------------------------- | -------------------------------------- | -------------------------------------- | -------------------------------------- | -------------------------------------- | -------------------------------------- | -------------------------------------- | -------------------------------------- | -------------------------------------- | -------------------------------------- | -------------------------------------- |
| Positie:                               | 92                                     | 66                                     | 62                                     | 62                                     | 66                                     | 83                                     | 88                                     | 94                                     | 98                                     | uit                                    |